# Ghirla
Ghirla è una frazione di Valganna, in provincia di Varese.

## Geografia fisica
A sud della frazione si trova il lago di Ghirla, di origine glaciale.

## Monumenti e luoghi d'interesse
Maglio di Ghirla
Costruito nel XVIII secolo, è rimasto in attività fino al 1991. Nel 1996 è stato acquistato dalla Comunità montana del Piambello e dal 2015 è utilizzato per riunioni, conferenze e laboratori didattici.
Parrocchia di San Cristoforo martire
Eretta nel 1897 per volere dell'arcivescovo Andrea Carlo Ferrari

## Cultura
La frazione è stata sede della bottega Ghirla Ceramiche.

## Infrastrutture e trasporti

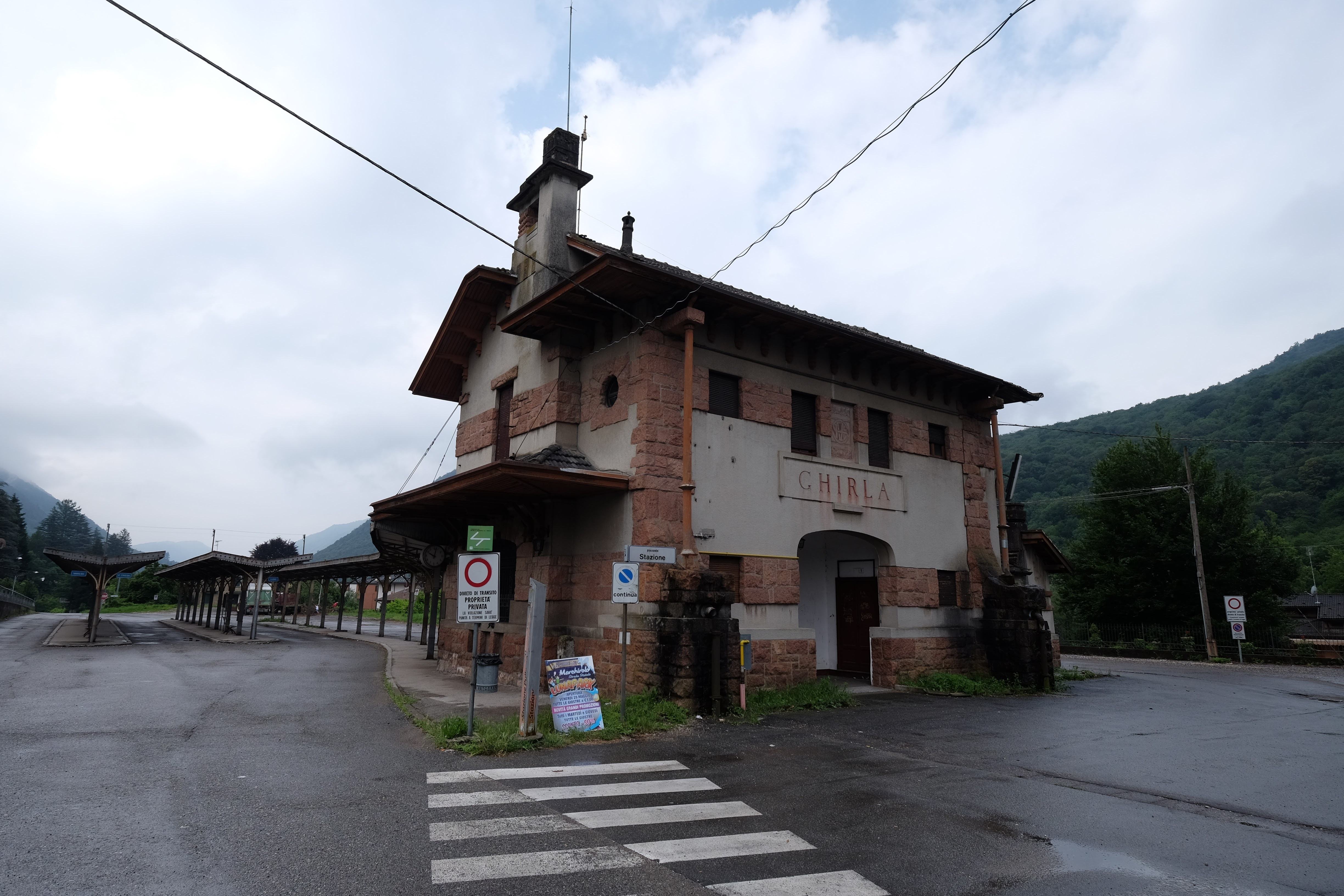
La vecchia stazione di Ghirla.

Dalla stazione di Ghirla, oggi soppressa, passavano la ferrovia Ghirla-Ponte Tresa e quella della Valganna.